# رودريغو دي تريانا

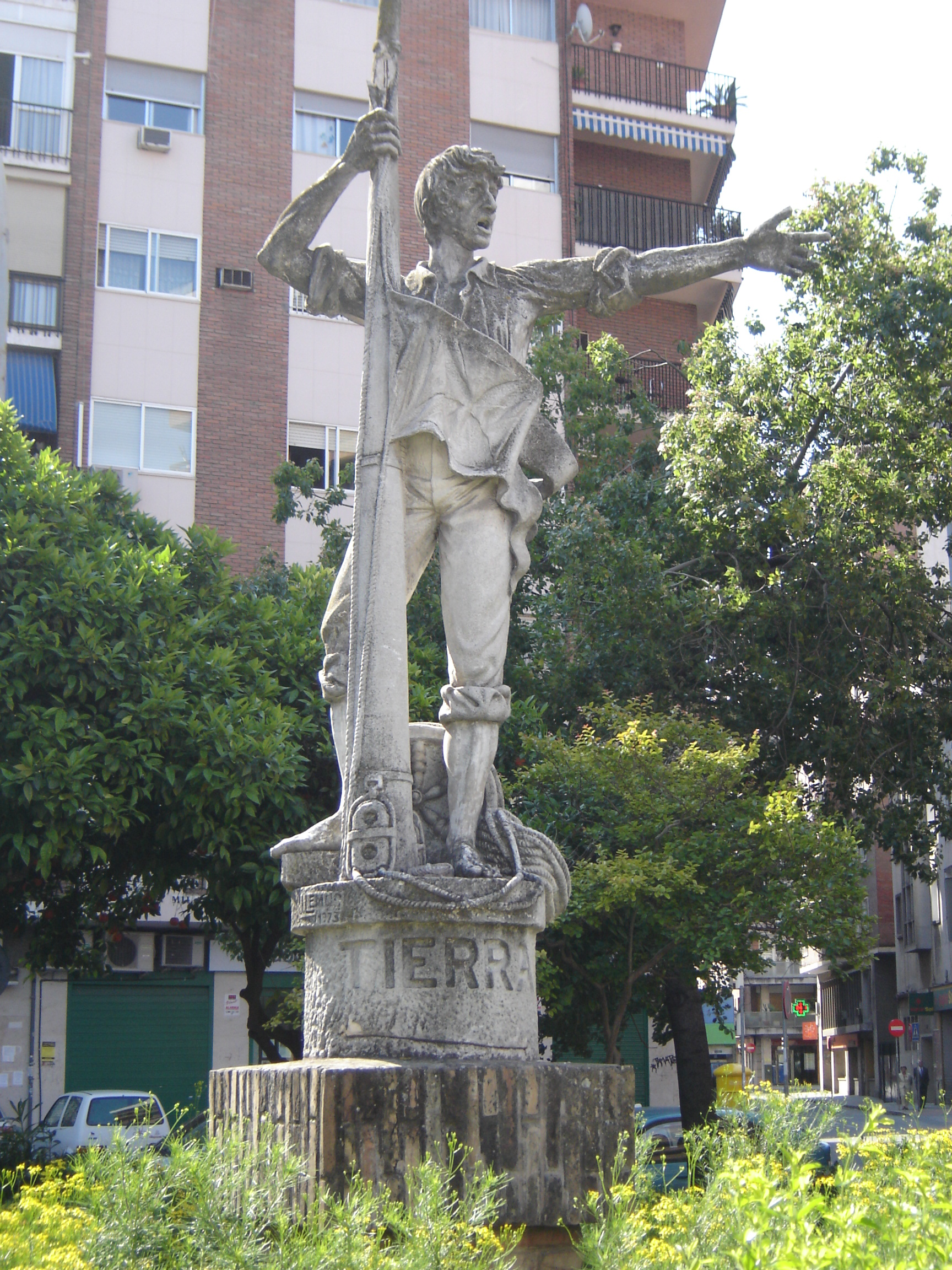
نصب تذكاري للبحار في اشبيلية

رودريغو دي تريانا (بالإسبانية: Rodrigo de Triana)‏‏ (مواليد عام 1469)، بحار أندلسي من أواخر القرن الخامس عشر، رافق كريستوفر كولومبوس في رحلته الأولى لاكتشاف قارة أمريكا الشمالية. يعتبر أول من رأى اليابسة، وكان ذلك في 12 أكتوبر 1492، وكانت جزيرة تدعى غواناهاني (البهاما) الغير محددة حالياً.
هناك شكوك حول مكان ولادته، يعتقد أنه ولد في لوس مولينوس (اشبيلية) و أقام في حي تريانا. بينما يرى البعض أنه ولد في كوريا دل ريو أو في بلدة ليبي في ويلفا، على الرغم من أن المصدر التاريخي الوحيد والموثوق هو دفتر كريستوفر كولومبس (موجود في ملفات دي اندياس ، بإشبيلية). يفترض بأن اسمه كان خوان رودريغيز بيرميخو ، وهو ابن موريسكي مسلم سابق، الذي احرق حينما كان رودريغو مسافراً لأستكشاف العالم الجديد، بسبب متاجرته مع اليهود. كما تعرض معلمه إلمورو مدرع (Mudarra) للتعذيب ثم القتل وهو الذي درسه وجهزه باللغة العربية قبل سفره، وكان سبب محاكمته هو معاشرته وإقامة علاقة حميمية مع والدة البحار ، على الرغم من أنه اعتنق المسيحية حسب تعاليم ذلك الوقت.
المصادر التي تنسبه لقرية ليبي بويلفة تذكر أن اسمه الكامل هو رودريجو بيريز دي أسيفيدو، بينما تؤكد وثيقة تحمل شهادة أحد رفقائه البحارة، أن الاسم الكامل للذي رأى اليابسة هو خوان رودريغيز بيرميجو. وبهذا الاسم الأخير تذكره مصادر أخرى أنه رافق المستكشف غارثيا خوفري دي لوايسا وهو برتبة قبطان للرحلة الثانية لجزر الملوك بين 1525 - 1536م.